# В Країні Сонячних Зайчиків (повість)
«В Краї́ні Со́нячних За́йчиків» — перша повість-казка із трилогії «В Країні Сонячних Зайчиків» українського письменника Всеволода Нестайка. Ця повість вийшла у світ у 1959 році. Є одним з перших видрукованих творів письменника.

## Історія створення
Анатолій Костецький — приятель Всеволода Нестайка - так описує те, що надихнуло автора на створення цієї повісті-казки:

Одного сонячного ранку перед пробудженням Всеволоду Нестайку наснилося, що на його носі сидить живий сонячний зайчик і золотим пензликом малює на його щоках ластовиння. Письменник прокинувся і відчув якусь незвичайну радість і йому страшенно закортіло відразу ж сісти за письмовий стіл і розпочати писати про тих лоскотливих сонячних зайчиків.

## Сюжет

### Дід Маноцівник
Перша повість із трилогії розпочинається розповіддю про казкову країну Ластовинію, про мирне і дружелюбне життя мешканців цієї казкової держави. У цій країні все населення займається естрадно-цирковим мистецтвом, крім того має волосся рудого кольору та обличчя у веснянках. Та з-за океану в цю країну припливли з Хуліганії завойовники — хуліганці. Вони не тільки захопили владу, а розпочали знущання над ластовитянами, а особливо над дітьми. Тоді старезний Дід Маноцівник вирішує сховати всіх дітей у колонії «Притулок маленьких друзів» біля Синіх Скелястих гір, де б їх не знайшли хуліганці, а батьки мали б змогу провідувати дітлахів.

### Веснянка
Першим помічником Діда Маноцівника був хлопчик-сирота Веснянка, батьки якого загинули під час повстання проти хуліганців. Під час прогулянки він потрапляє у засідку до хуліганців (Біля Каналії, Джона Дибуля, Тома Павука), які вбивають найкращих друзів Веснянки (слона Бреуса та мавпу Мандаринку), але невідомі жовті плями рятують його.

### Незнайомець
Одного разу у ворота колонії постукав незнайомець. Веснянка зацікавився даним гостем та в паперах Діда Маноцівника прочитав: «Пан Морок, проїздом на три дні, кімната № 13» та про незвичні речі, які відбувалася в «Притулку маленьких друзів».

### Несподіванка
Розповідається, як Пан Морок навіюванням забирає Веснянку з притулку та про розлуку Веснянки з мешканцями колонії.

### Чарівне дзеркало
Про подорож Веснянки з Паном Мороком через темряву на шаленій швидкості. Мандрівники лише зупинилися біля озера, хлопчик подумав, що його бажають втопити, але водойма перед лицем героя застигла та утворилося дзеркало-портал до Країни Сонячних Зайчиків. Далі йде невеликий опис країни, яку населяють сонячні зайчики про яку Веснянці відомо з казок. Навіть герой одного разу бачив даних створінь, коли вони йому малювали веснянки.

### Начальник канцелярії нічних кошмарів
У даному розділі розповідають про Пана Морока, Начальника Канцелярії Нічних Кошмарів, першого радника Королеви Глупої Ночі. Пан Морок керує кошмарами — жахливими нічними видіннями. Королівства Глупої Ночі знаходиться під землею та всі піддані даного утворення створені з темряви. Королева ненавидить людей та намагається зробити їм якомога більше зла. Під її захистом створіння королівства грабують, убивають та хуліганять. Вона спромоглася підкорити своїй владі (царя Грома та царицю Блискавицю), які вдень намагаються вбити найперших ворогів Королеви –сонячних зайчиків. Мешканці Країни Сонячних зайчиків завжди перемагали, проте Королева разом з Паном Мороком вирішила знищити назавжди дане утворення за допомогою Веснянки.

### Країна Сонячних Зайчиків
Веснянка потрапляє в Країну Сонячних Зайчиків та там знайомиться з родиною сонячних зайчиків (дядечком Ясем та тітонькою Тасею). У казковій країні він харчується нектаром квітів та дізнається, що улюбленою квіткою сонячних зайчиків є кульбабка. По дорозі до Палацу Чарівних Казок Веснянка з дядечком Ясем потрапляють до Вежі Сміху.

### У Палаці Чарівних Казок
У Палаці Чарівних Казок Веснянка знайомиться з головними позитивними героями українських, російських та світових казок. Також у підземелі споруди знаходилася в'язниця в якій були ув'язнені негативні герої казок (відьми, людоїди, дракони тощо).

## Персонажі

### Головні персонажі
- Пан Морок
- Веснянка
- Дід Маноцівник

### Другорядні персонажі
- Королева Глупої Ночі
- Місячний зайчик
- Хуліганці
  - Джон Дибуль
  - Том Павук
  - Біль Каналія
- Котигорошко

## Цікавинки
- За міфологією повісті, кроти покарані сліпотою Королевою Глупої Ночі, оскільки єдині знайшли шлях до Королівства Глупої Ночі.